# Cyclosorus pygmaeus
Cyclosorus pygmaeus är en kärrbräkenväxtart som beskrevs av Ren-Chang Ching och C.F.Zhang. Cyclosorus pygmaeus ingår i släktet Cyclosorus och familjen Thelypteridaceae. Inga underarter finns listade.